# Dique (geología)

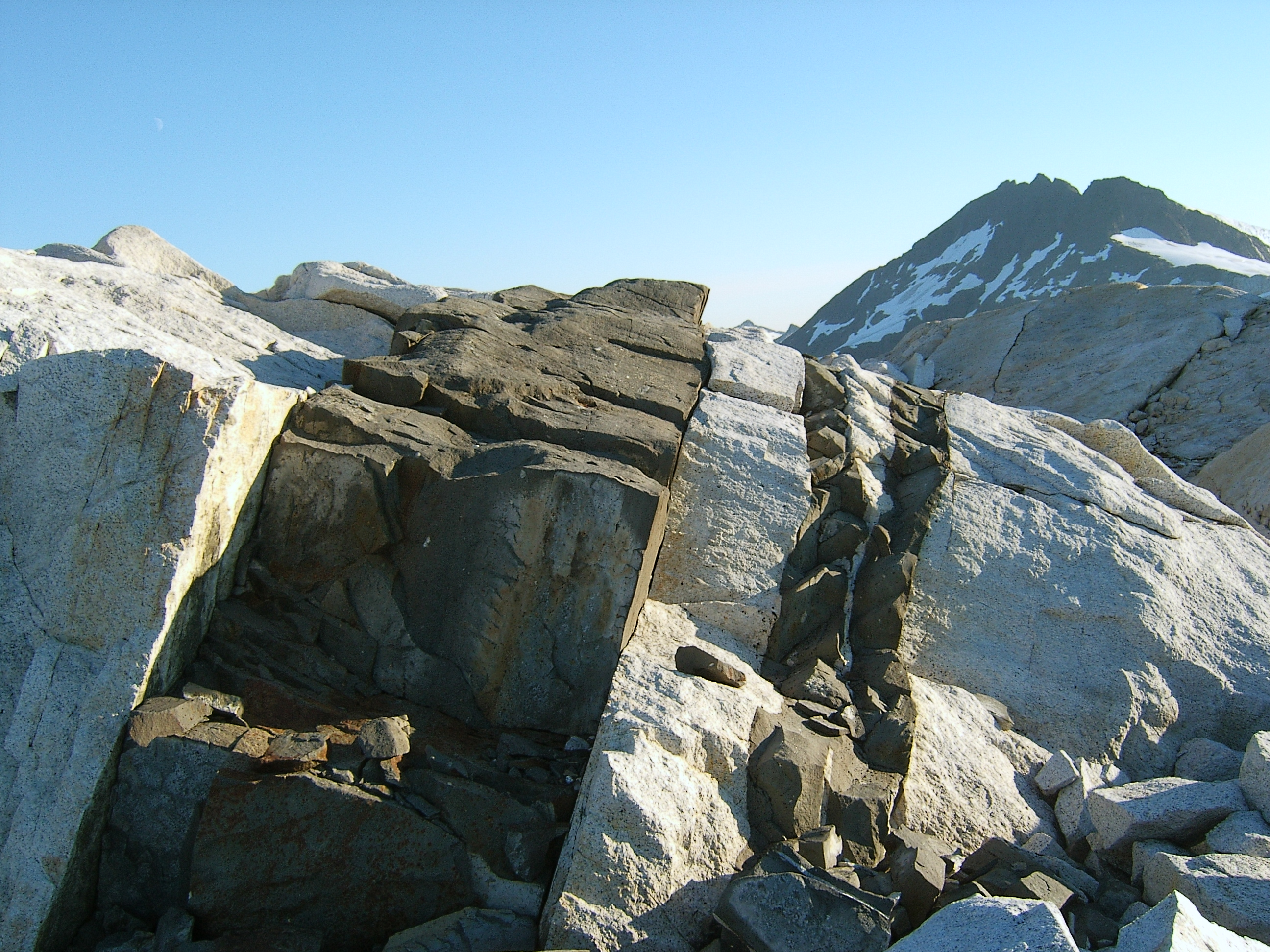
Pequeño dique en Baranoff, Alaska.

Tipos básicos de intrusiones:
1. Lacolito
2. Pequeño dique
3. Batolito
4. Dique
5. Lámina
6. Cuello volcánico, tubería
7. Lopolito
Nota: Como regla general, en contraste con la chimenea volcánica ardiente, estos nombres se refieren a las formaciones rocosas completamente enfriadas y generalmente de millones de años que son el resultados de actividades magmáticas subterránea.

En geología, un dique es una formación ígnea intrusiva de forma tabular. Su espesor es generalmente mucho menor que sus restantes dimensiones y puede variar de algunos milímetros hasta muchos metros, mientras que su extensión lateral puede alcanzar muchos kilómetros. Las intrusiones de diques se suelen producir a favor de fracturas de carácter distensivo.
Un dique atraviesa capas o cuerpos rocosos preexistentes, lo que implica que un dique es siempre más reciente que la roca en la cual está contenido. Casi siempre presentan una gran inclinación o una inclinación próxima a la vertical, pero la deformación de origen tectónica puede provocar la rotación de los estratos atravesados por el dique de tal forma que este puede volverse horizontal. Las intrusiones conformadas casi horizontalmente a lo largo de estratos son llamadas sills.
Los diques frecuentemente ocurren en enjambres radiales o concéntricos alrededor de intrusiones plutónicas o junto a zonas de alimentación de volcanes.
En términos de su composición y textura, los diques pueden ser diabásicos, basálticos, graníticos o riolíticos. Los diques pegmatíticos son constituidos por rocas graníticas extremadamente grandes, y se encuentran a menudo asociados con los últimos estadios de una intrusión granítica o con segregaciones metamórficas. Los diques aplíticos son formados por una roca de grano fino con composición granítica.
Al menos en el caso de los diques basálticos, se ha constatado que pueden formarse vacíos en su interior, que generan un tipo de cueva volcánica.

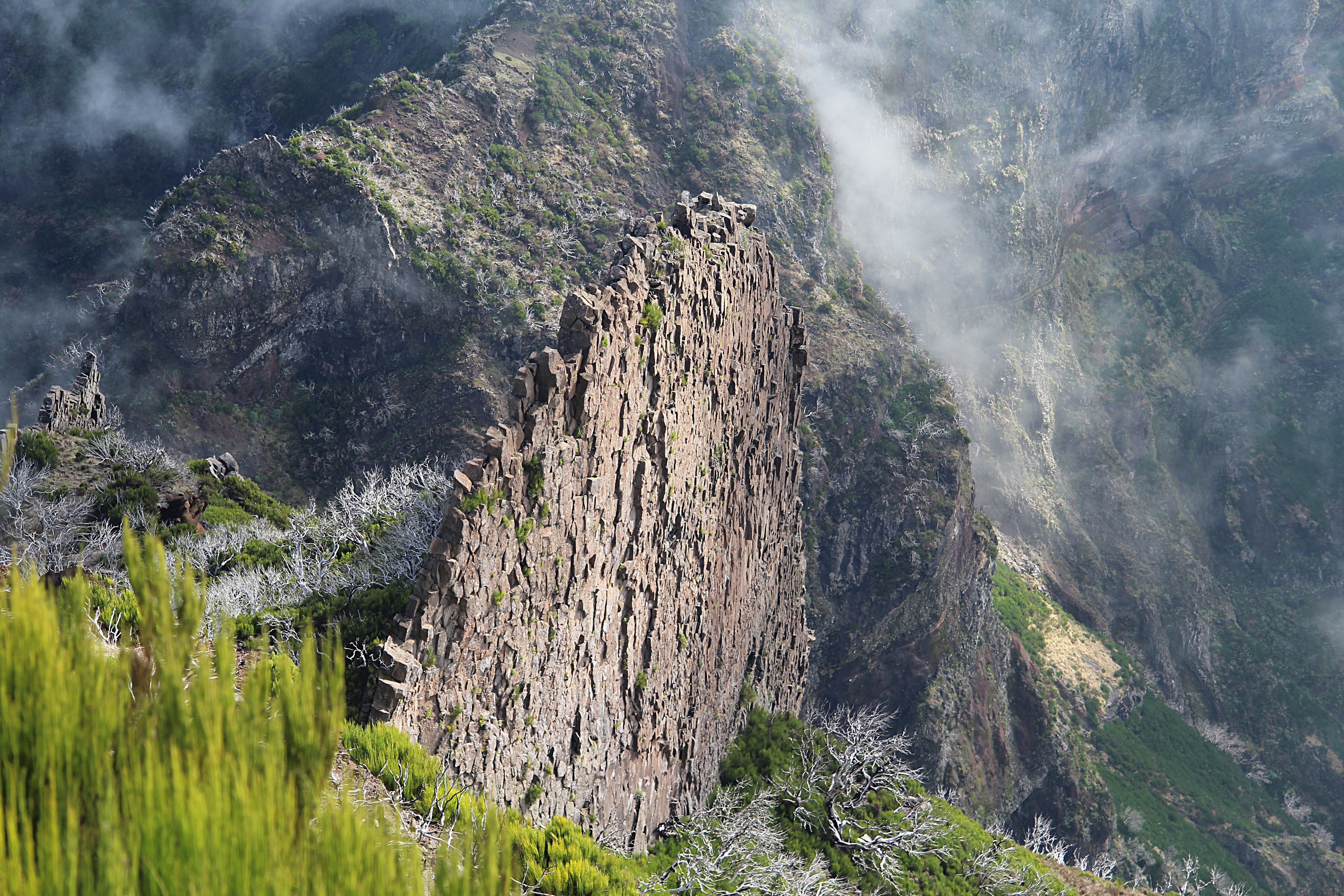
Dique en forma de tabla bajo la cumbre del Pico Ruivo, Madeira.
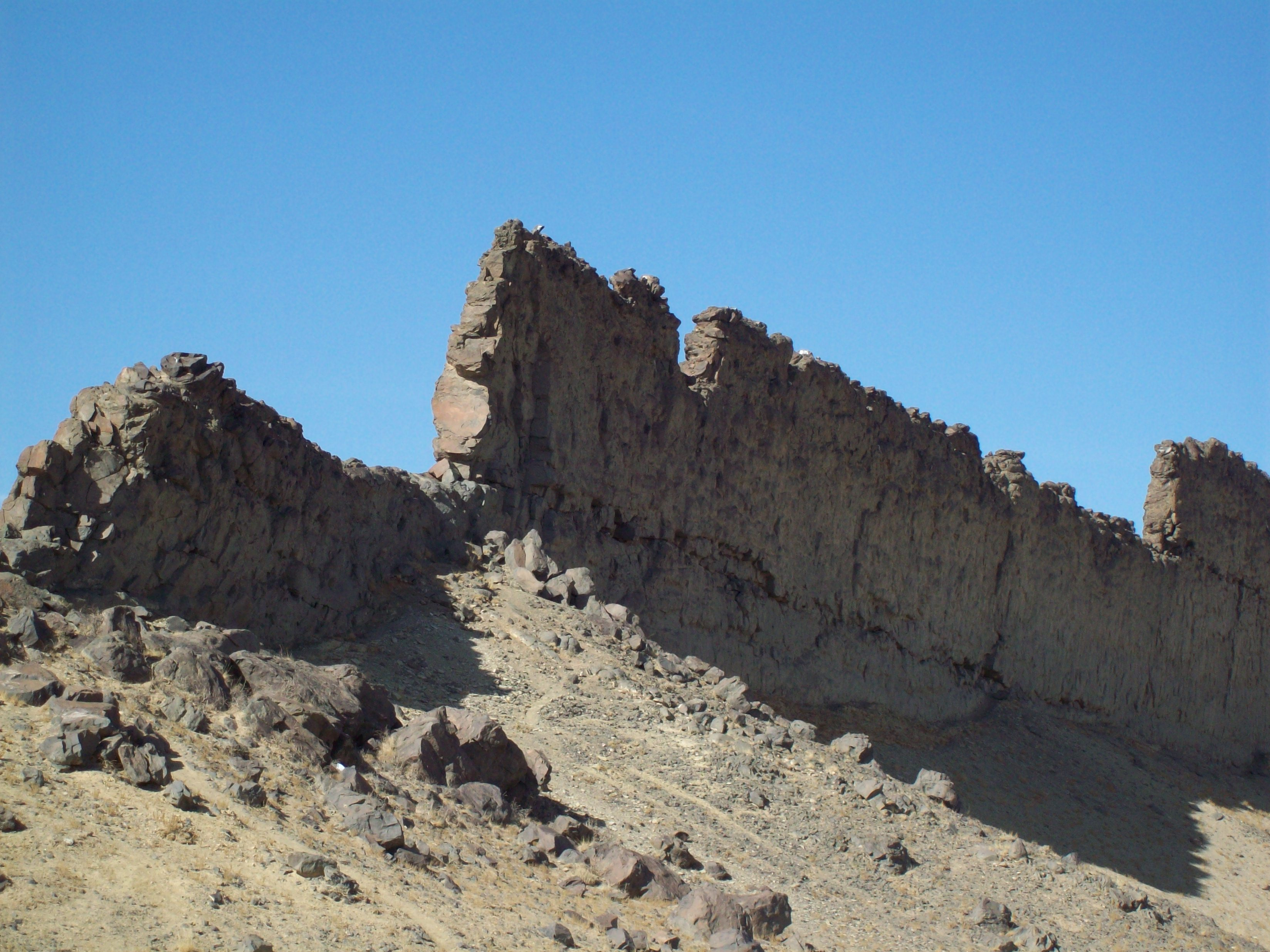
Parte del dique magmático que discurre hacia el sur desde Shiprock, en Nuevo México.
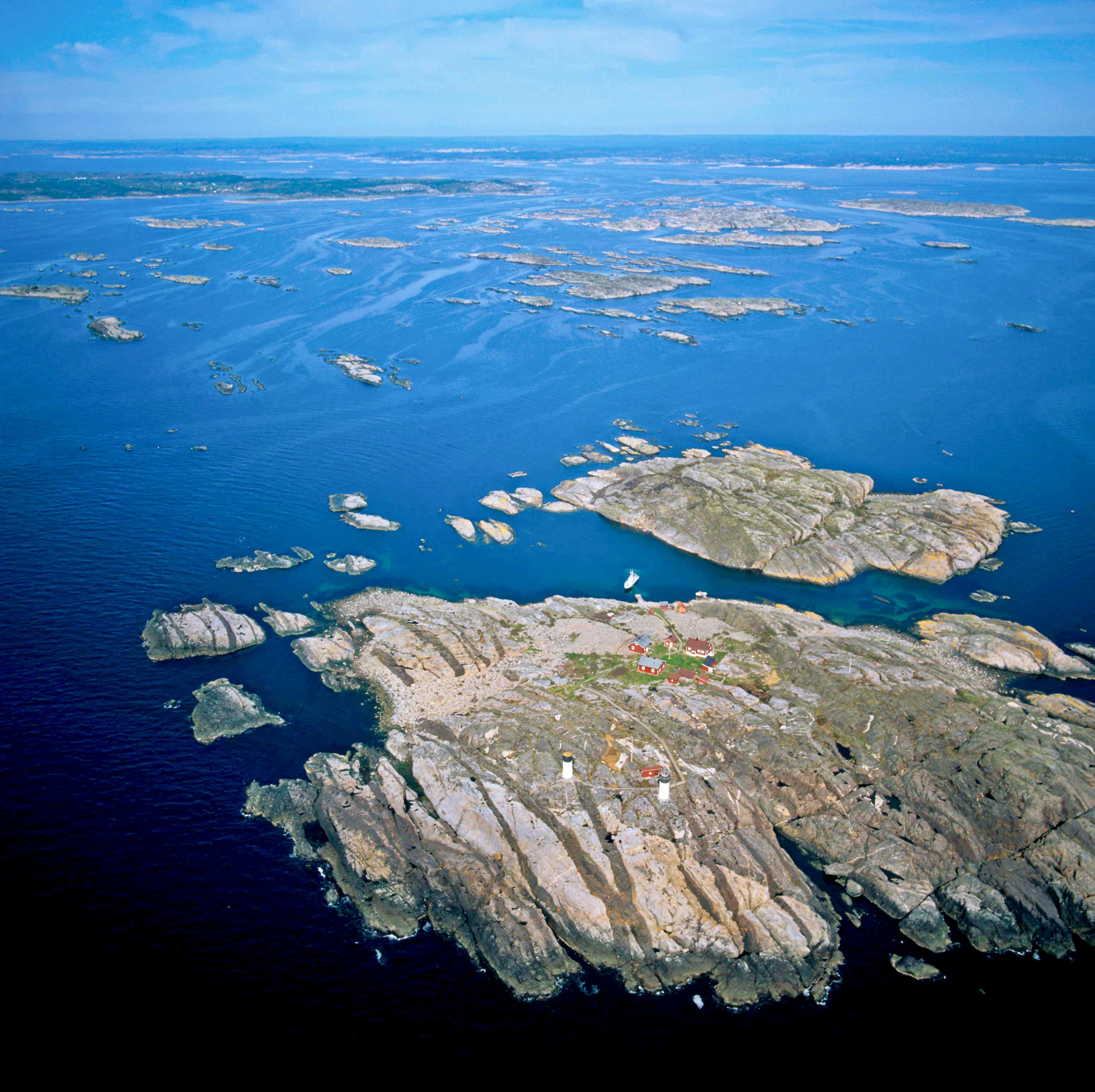
Diques oscuros de diabasa y gabro en un paragneis en las Islas Koster. En este caso los diques de diabasa se distinguen por atravesar a los de gabro, por lo tanto se formaron después que los de gabro.